# 新宿の目の奥
「新宿の目の奥」（しんじゅくのめのおく）は、2017年5月19日に発売された沖縄電子少女彩の2枚目のシングル(CD-R)。
ダークなアブストラクトヒップホップの『新宿の目の奥』（アルバム収録とはボーカル別バージョン）、アンビエントノイズ『光』の二曲収録。
2020年6月16日、Bandcampにてダウンロード販売開始。

## 収録曲
1. 新宿の目の奥(4:33)
2. 光(4:04)